# Sloanea sinensis
Sloanea sinensis là một loài thực vật có hoa trong họ Côm. Loài này được (Hance) Hemsl. miêu tả khoa học đầu tiên năm 1900.